# 898 км (роз'їзд)
898 кілометр — залізничний роз'їзд Шевченківської дирекції Одеської залізниці.
Розташований поблизу села Хутори, Черкаський район, Черкаської області на лінії Імені Тараса Шевченка — Золотоноша I між станціями Білозір'я (7 км) та Черкаси (8 км).
Роз'їзд було відкрито 1954 року. Насьогодні використовується як місце стоянки списаних вагонів, якими заповнені усі допоміжні колії.
На платформі зупиняються приміські електропоїзди.